# Opius dschangensis
Opius dschangensis är en stekelart som beskrevs av Fischer 1978. Opius dschangensis ingår i släktet Opius och familjen bracksteklar. Inga underarter finns listade i Catalogue of Life.